# سفيند جاكوبسن
سفيند جاكوبسن هو مبارز بالسيف دنماركي، ولد في 19 أغسطس 1906 في كوبنهاغن في الدنمارك، وتوفي في 11 فبراير 1986 في Farum ‏ في الدنمارك.

## وصلات خارجية
- سفيند ياكوبسن على موقع أوليمبيديا (الإنجليزية)